# 郑成美
鄭成美（1941年—），華裔紐西蘭籍，紐西蘭媒體工作者。

## 生平
1941年出生于马来西亚马六甲的第三代华人家庭。其父在二战中擔任抗日群众組織的宣傳秘書为日军所杀害。后就读于馬六甲培風中學，开始参与争取自由与民主的学生运动，并擔任該校學術研究會會長和校刊主編。1963年就读于新加坡南洋大学政治经济系，被獲選為學生會執委，參與南大學生會刊物的編務工和，在星馬近代史上著名的「6·27事件」(政府清剿學運份子)中，鄭成美雖然逃過被捕入獄一劫，但卻被南大開除學籍，被新加坡、馬来西亚兩地政府列入黑名單。1972年于马来西亚自主创业，经营加油站并进入商界
1988年移民纽西兰。1989年创办纽西兰第一个华语广播电台，华声电台。1991年加入《华页》，成为其撰稿人。1994年任职英文先驱报中文周刊主编。1997年加入原AM990中文电台。2001年任《纽西兰周报》社长。2003年加入中华电视网旗下华人之声广播电台，并开始主持时事评论节目《郑成美谈时事》。
2005年，加入进步党参与议会大选，但在选前宣布退选。